# Outros esportes praticados pelo Santos Futebol Clube
Esta página é dedicada a mostrar históricos e resultados de outras modalidades esportivas do Santos Futebol Clube.

## Futsal
Em 2011, com a parceria da Cortiana Plásticos, o Santos formou um grande time para a modalidade, sendo a base da Seleção Brasileira de Futsal, chegando a ter sete convocados de uma só vez. O time foi comandado pelo técnico Fernando Ferretti, tendo o melhor do mundo nas quadras, Falcão, além de grandes jogadores como os alas Pixote, Valdin e Jackson, os fixos Neto e Índio e o pivô Jé.
Em apenas 1 ano, o time conquistou a Liga Futsal e a Copa Gramado, sendo que a Liga Futsal foi vencida nos pênaltis, contra o tradicional Carlos Barbosa na Arena Santos (onde o clube mandou os jogos). E com essa conquista, o Santos foi o primeiro clube paulista a conquistar a Liga Futsal.
Depois de dois títulos e também o vice da Liga Paulista, o Santos encerrou a parceria com a Cortiana Plásticos e fechou o time de futsal, no final de 2011.
Atualmente, o clube disputa torneios de futsal com equipes de base.
Títulos
- Liga Futsal: 2011
- Copa Gramado: 2011[7]

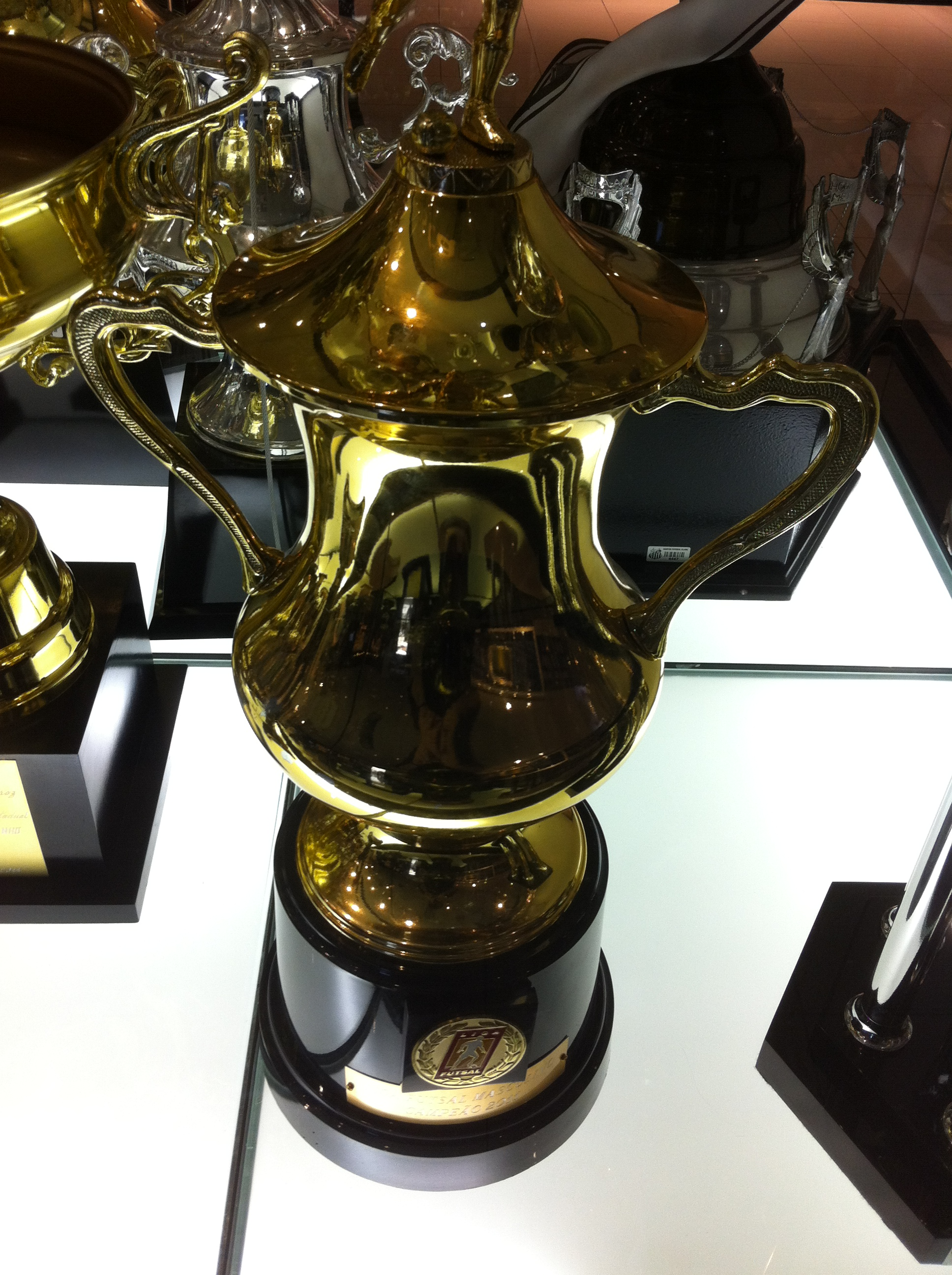
Troféu conquistado na Liga Futsal de 2011.

- Copa Expresso (Sub-15): 2015[8]

Principais atletas

## Futebol Americano

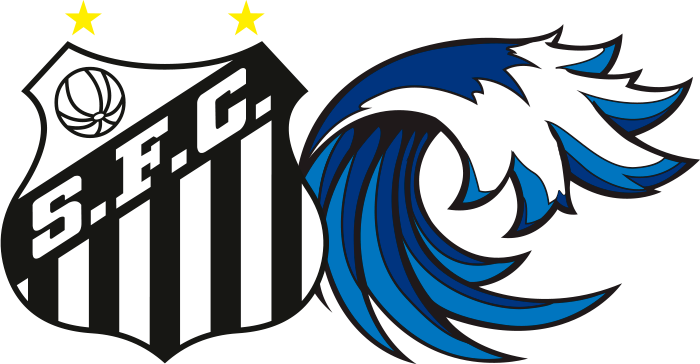
Logo do Santos Tsunami

Chamado de Santos Tsunami, o time de futebol americano foi criado em 2009, mas se tornou parceiro do clube em 2010. A equipe tem 90 atletas amadores, que buscam apoio para tornar o esporte mais reconhecido na região e também no país. Em dezembro de 2010, a Vila Belmiro recebeu um jogo da equipe, em que o ex-jogador do Santos, Jamelli, atuou como kicker.
Atualmente, a equipe disputa o Torneio Touchdown, os jogos e treinamentos são realizados no CT Meninos da Vila.
Principais atletas
- Mangueira (Defensive End)
- Júnior (Quarterback)
- Megatron (Wide receiver)
- Danillo (Wide receiver)

## Futebol de Areia
Equipe de 2012
Campanhas de destaque
- Vice Campeão Brasileiro: 2012
- Quartas de Final do Mundialito: 2012

## Futebol de Mesa
Títulos
- Campeão Brasileiro Individual Masters: 2002
- Campeão da Taça Interestadual 2003
- Campeão Paulista de Equipes: 2006
- Campeão da Copa do Brasil Individual 2007

Campanhas de destaque
- Vice-Campeão da Copa Estado de São Paulo de Equipes: 2007
- Vice-Campeão da Copa Estado de São Paulo de Equipes: 2010

Principais atletas
- Kiko
- Chico Jr.
- Robertinho

## Goalball
No início de 2006, o Santos tornou-se o primeiro clube de futebol do Brasil a ter uma equipe neste esporte paraolímpico. O goalball é um jogo praticado por atletas que possuem deficiência visual, cujo objetivo é arremessar uma bola sonora com as mãos no gol do adversário. Desde então, através de uma parceria estabelecida com o Lar das Moças Cegas de Santos (LMC), o clube introduziu o goalball com equipes masculinas e femininas, como um dos esportes do clube.
 Títulos e medalhas
- Campeonato Regional Sudeste II (equipe feminina): 2015[12]

## Judô
Títulos e medalhas
| Olimpíadas                | Olimpíadas                | Olimpíadas                | Olimpíadas                | Olimpíadas                |
| Atleta                    | Evento                    | Resultado                 | Peso                      |                           |
| Leandro Guilheiro         | Pequim 2008               | Medalha de Bronze         | –73 kg                    |                           |
| Leandro Guilheiro         | Atenas 2004               | Medalha de Bronze         | –73 kg                    |                           |
| Campeonato Mundial        | Campeonato Mundial        | Campeonato Mundial        | Campeonato Mundial        | Campeonato Mundial        |
| Atleta                    | Evento                    | Resultado                 | Peso                      |                           |
| Leandro Guilheiro         | Paris 2011                | Medalha de Bronze         | -81                       |                           |
| Leandro Guilheiro         | Tóquio 2010               | Medalha de Prata          | -81                       |                           |
| Danielle Zangrando        | Chiba 1995                | Medalha de Bronze         | -57                       |                           |
| Maria Suellen Altheman    | Uzbequistão 2011          | Medalha de Bronze         | +78                       |                           |
| Jogos Mundiais Militares  | Jogos Mundiais Militares  | Jogos Mundiais Militares  | Jogos Mundiais Militares  | Jogos Mundiais Militares  |
| Atleta                    | Evento                    | Resultado                 | Peso                      |                           |
| Leandro Guilheiro         | Rio de Janeiro 2011       | Medalha de Ouro           | -81                       |                           |
| Campeonato Mundial Júnior | Campeonato Mundial Júnior | Campeonato Mundial Júnior | Campeonato Mundial Júnior | Campeonato Mundial Júnior |
| Atleta                    | Evento                    | Resultado                 | Peso                      |                           |
| Leandro Guilheiro         | Jeju 2002                 | Medalha de Ouro           | -73                       |                           |
| Jogos Pan-Americanos      | Jogos Pan-Americanos      | Jogos Pan-Americanos      | Jogos Pan-Americanos      | Jogos Pan-Americanos      |
| Atleta                    | Evento                    | Resultado                 | Peso                      |                           |
| Maria Suellen Altheman    | Guadalajara 2011          | Medalha de Bronze         | +78                       |                           |
| Bruno Mendonça            | Guadalajara 2011          | Medalha de Ouro           | -73                       |                           |
| Leandro Guilheiro         | Guadalajara 2011          | Medalha de Ouro           | -81                       |                           |
| Leandro Guilheiro         | Rio de Janeiro 2007       | Medalha de Prata          | -81                       |                           |
| Danielle Zangrando        | Rio de Janeiro 2007       | Medalha de Ouro           | -57                       |                           |
| Campeonato Pan-Americano  | Campeonato Pan-Americano  | Campeonato Pan-Americano  | Campeonato Pan-Americano  | Campeonato Pan-Americano  |
| Atleta                    | Evento                    | Resultado                 | Peso                      |                           |
| Leandro Guilheiro         | Guadalajara 2011          | Medalha de Ouro           | -81                       |                           |
| Leandro Guilheiro         | Buenos Aires 2009         | Medalha de Ouro           | -73                       |                           |
| Jogos Sul-Americanos      | Jogos Sul-Americanos      | Jogos Sul-Americanos      | Jogos Sul-Americanos      | Jogos Sul-Americanos      |
| Atleta                    | Evento                    | Resultado                 | Peso                      |                           |
| Andressa Fernandes        | Medellín 2010             | Medalha de Ouro           | -52                       |                           |
| Andressa Fernandes        | Buenos Aires 2006         | Medalha de Prata          | -52                       |                           |
| Andressa Fernandes        | Rio de Janeiro 2002       | Medalha de Prata          | -44                       |                           |
| ------------------------- | ------------------------- | ------------------------- | ------------------------- | ------------------------- |

Principais atletas
- Leandro Guilheiro
- Danielle Zangrando
- Bruno Mendonça
- Andressa Fernandes
- Maria Suellen Altheman
- Leandro Gonçalves
- Felipe César Camilo de Oliveira
- Mariana Santos Silva
- Raphael Ribeiro Zavarizi Warzee
- Daniel Plácido de Sousa
- Beatriz Santos de Oliveira

## Karatê
O karatê tem sido um dos esportes disputados no Santos desde 1982. Neste esporte, o clube tem uma parceria com a Resistência Karatê, com aulas dadas pelo mestre de karatê Paulo Bartolo, que é o responsável pelo esporte no Santos.
O Santos possui títulos na modalidade, todos com Paulo Bartolo como treinador da Seleção Brasileira de Karatê. Bartolo também foi o treinador do Brasil no Campeonato Mundial de Karatê em 1996, na África do Sul.
 Títulos e medalhas
- Troféu Internacional de Natal: 1996
- IV Annual Invitational Champions Miami, Flórida: 1998

## Showbol
O showbol é jogado numa quadra com gramado sintético, com dois tempos de 25 minutos. Durante o jogo as substituições são ilimitadas, e tem a particularidade que a bola se mantém em jogo de forma quase permanente, devido à parede de acrílico transparente que cerca o campo. Na primeira edição do Campeonato Brasileiro de Showbol em 2008, o Santos se sagrou campeão invicto, vencendo o Atlético-MG na final pelo placar de 6 a 2.
Equipe campeã em 2008
- Joel Reis (goleiro)
- Robson (goleiro)
- Marcos Paulo
- Marcelo Fernandes (C)
- Márcio Rossini
- Narciso
- Célio
- Axel
- Silva
- Balu
- Carlinhos
- Paulinho Kobayashi
- Robert
- Marcelo Passos
- Paulo Rink
- Camanducaia
- Negreiros (técnico)

Títulos
- Campeonato Brasileiro: 2008 (invicto)
- Torneio Rio-São Paulo: 2008
- Campeonato Paulista: 2012

Campanhas de destaque
- Vice-campeão Brasileiro: 2009, 2012

## Taekwondo
Em parceria com a Academia Fábio Goulart desde 2003, o Santos teve uma das equipes mais fortes do taekwondo brasileiro.
O comando do grupo está nas mãos do próprio Fábio (responsável pelo esporte no Santos), que ganhou uma medalha de ouro para o Brasil nos Jogos Pan-Americanos em duas ocasiões, e é também um membro da equipe técnica da Seleção Brasileira em competições em todo o mundo.
 Títulos e medalhas
| Pan-Americanos            | Pan-Americanos            | Pan-Americanos            | Pan-Americanos            | Pan-Americanos            |
| Atleta                    | Evento                    | Resultado                 |                           |                           |
| Fábio Goulart             | Cuba 1991                 | Medalha de Ouro           |                           |                           |
| Campeonato Pan-Americanos | Campeonato Pan-Americanos | Campeonato Pan-Americanos | Campeonato Pan-Americanos | Campeonato Pan-Americanos |
| Atleta                    | Evento                    | Resultado                 |                           |                           |
| Fábio Goulart             | Porto Rico 1990           | Medalha de Ouro           |                           |                           |
| ------------------------- | ------------------------- | ------------------------- | ------------------------- | ------------------------- |

## Tênis de Mesa

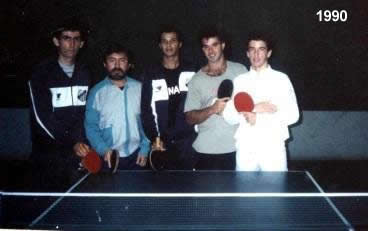
Equipe do Santos em Lima, no Peru, no ano de 1990.

Em parceria com a Fundação Pró-Esporte de Santos, o clube apoia a prática de tênis de mesa, fornecendo materiais esportivos para equipes masculinas e femininas que defendem a cidade. Um dos principais mesa-tenistas do Brasil, Gustavo Tsuboi, medalhista de ouro nos Jogos Pan-Americanos de 2007 e 2011, já foi atleta do clube.
Atualmente, a principal mesa-tenista que representa o clube é Lígia Silva, campeã latino-americana de tênis de mesa em 2006.
 Títulos e medalhas
| Jogos Pan-Americanos                         | Jogos Pan-Americanos                         | Jogos Pan-Americanos                         | Jogos Pan-Americanos                         | Jogos Pan-Americanos                         |
| Atleta                                       | Evento                                       | Resultado                                    | Categoria                                    |                                              |
| Gustavo Tsuboi                               | Guadalajara 2011                             | Medalha de Ouro                              | Equipes                                      |                                              |
| Gustavo Tsuboi                               | Rio de Janeiro 2007                          | Medalha de Ouro                              | Equipes                                      |                                              |
| Gustavo Tsuboi                               | Santo Domingo 2003                           | Medalha de Prata                             | Duplas                                       |                                              |
| Campeonato Latino-americano de tênis de mesa | Campeonato Latino-americano de tênis de mesa | Campeonato Latino-americano de tênis de mesa | Campeonato Latino-americano de tênis de mesa | Campeonato Latino-americano de tênis de mesa |
| Atleta                                       | Evento                                       | Resultado                                    | Categoria                                    |                                              |
| Lígia Silva                                  | Medellín 2006                                | Medalha de Ouro                              | Individual                                   |                                              |
| -------------------------------------------- | -------------------------------------------- | -------------------------------------------- | -------------------------------------------- | -------------------------------------------- |

- Campeonatos Brasileiros: 2003, 2004, 2007 e 2008
- Campeonatos Paulistas:
- Copa Sul-Sudeste de Tenis de Mesa: 2012
- Jogos Abertos do Interior;

Principais atletas
- Gustavo Tsuboi
- Lígia Silva
- Lidney Castro
- Bruno Ventura
- Danilo Toma
- Tathiane Pimentel
- Claudia Ikeizumi
- Carolina Maldonado (paraolímpica)

## Voleibol
O voleibol tanto no masculino como feminino, passou a ser relacionado pela Comissão de Esportes a partir de 1940, programando a participação do clube em torneios oficiais. A primeira conquista na modalidade, veio no ano de 1946, quando a equipe feminina faturou o Torneio Início da Liga Santista.
Em 1968, o ano do auge, o time masculino realizou uma vitoriosa excursão para Europa, realizando 14 jogos com 13 vitórias e apenas uma derrota (para a Seleção da Alemanha Oriental, na época considerada a 4ª melhor equipe do mundo). Ainda em 1968, devido as grandiosas atuações, os atletas Décio Viotti, Victor, Feitosa e Sérgio Telles, defenderam a Seleção Brasileira nos Jogos Olímpicos na Cidade do México. Já em 1972, nos jogos disputados em Munique, foi a vez de Negrelli ser convocado.
No feminino, destaque para os 7 títulos do campeonato santista, conquistados nos anos de 1950, 1952, 1953, 1955, 1962, 1963 e 1981. Já pelo Troféu Bandeirantes, um dos principais torneios da época, a equipe feminina consagrou-se a melhor em 8 oportunidades, nos anos de 1951, 1952, 1953, 1954, 1971, 1974, 1980 e 1982.
O voleibol principal foi desativado no Santos em 1983, atualmente em parceria com a Associação Nacional de Esportes/Andee e da Fundação Pró-Esporte de Santos, o clube mantém um time de vôlei no feminino e no masculino.
 Títulos e medalhas
- : Campeonato Sul-Americano: 1968
- Torneio Quadrangular de Portugal: 1968
- Superliga Brasileira: 1967/1968
- IV Campeonato de Clubes Campeões: 1968
- Torneio Interestadual: 1968
- Campeonato Paulista: 1968, 1969 e 1970
- Torneio Início de Santos: 1968
- Jogos de Verão da FPV: 1968
- Campeonato do Interior Paulista: 1968
- Trofeu Plínio Galberg Júnior: 1968
- Torneio de 55 anos da A.E. São José: 1968

Voleibol feminino
- Torneio Início da Liga Santista: 1946
- Campeonato Santista: 1950, 1952, 1953, 1955, 1962, 1963 e 1981
- Troféu Bandeirantes: 1951, 1952, 1953, 1954, 1971, 1974, 1980 e 1982

Equipes juvenis
- Jogos da Juventude: 2012 (invicto)[24]
- Medalha de Bronze no Campeonato Paulista Infanto-Juvenil: 2011

Principais atletas
- Juliana Gomes
- Amanda Lopes
- Bianca Barros

## Surf
Em 2012, o Santos entrou para a modalidade do surf, fechando parceria com o surfista Alejo Muniz. O clube também mantém uma parceria com o surfista Alex Ribeiro.
Títulos
- Vans US Open (Prime – US): 2013 (Alejo Muniz)
- Hang Loose Pro (PRIME – Fernando de Noronha): 2011 (Alejo Muniz)
- Quicksilver Pro Saquarema: 2015 (Alex Ribeiro)

## Skate
Em 2013, foi a vez do skate, o Santos acertou uma parceria com o skatista tricampeão mundial Kelvin Hoefler.
Títulos
- Circuito Mundial de Street Skate: 2011, 2012 e 2013 (Kelvin Hoefler)
- 3 Etapas do Campeonato Brasileiro de Skate Street: 2013 (Kelvin Hoefler)

## Fórmula Truck
Em 2013, o Santos entrou na Fórmula Truck, acertando uma parceria com a equipe ABF/Mercedes-Benz que foi rebatizada como ABF Santos Desenvolvimento Team. Os pilotos que representam o clube, são o paranaense Wellington Cirino e o brasiliense Geraldo Piquet, cujos caminhões levam as cores e o escudo do Santos.

## Santos Run
A Santos Run é a corrida oficial do Santos FC. Realizada desde 2012, o evento conta com duas etapas, sendo a primeira no mês de abril com um percurso de 8K e a segunda em novembro com o percurso de 5K. A largada acontece em frente à Vila Belmiro e a chegada é dentro do estádio. Podem participar da prova 4 mil corredores, entre adultos e crianças.

## eSport
Em agosto de 2015, o clube anunciou que vai investir em um time de eSports. Anteriormente chamado de Dexterity Team, o time passou a se chamar Santos Dexterity (ou somente Santos.Dex), que representa o clube em torneios de videogame, como League of Legends, Counter-Strike: Global Offensive, Battlefield 4 e CrossFire, com direito a uso do escudo nas camisas. Essa foi a primeira vez que algo neste sentido ocorre em clubes de futebol do Brasil.

## Drift
O clube fechou uma parceria com o piloto Elson Nishimura, o Juba, que participará de provas com o nome do Santos FC.